# Chang Bingyu
Chang Bingyu (常炳玉S, Cháng bǐng yùP; Golmud, 8 agosto 2002) è un giocatore di snooker cinese.

## Carriera
Nel 2018 Chang Bingyu si laurea campione del mondo dilettanti, battendo in finale il connazionale He Guoqiang per 8-3. Nella stagione 2018-2019, Chang Bingyu viene invitato alle qualificazioni dei tornei cinesi China Championship, World Open e China Open, riuscendo ad approdare al tabellone principale in tutti e tre gli eventi. Al China Championship avanza addirittura al secondo turno vincendo contro Robert Milkins al primo, ma viene eliminato dal futuro vincitore della competizione Mark Selby.

### Stagione 2019-2020
Il cinese diventa professionista all'inizio della stagione 2019-2020, dopo essersi classificato al primo posto nel CBSA China Tour. Dopo essersi qualificato per l'International Championship, Chang esce per mano di Yan Bingtao, perdendo al primo turno anche all'English Open, al World Open, al Northern Ireland Open, allo UK Championship e al Welsh Open, mentre allo Scottish Open, allo Shoot-Out e al Gibraltar Open esce al secondo.

## Ranking[7]
| Stagione  | Ranking iniziale | Ranking finale |
| --------- | ---------------- | -------------- |
| 2019-2020 | Non classificato |                |